# برامكة
البرامكة أسرة يعود أصلُها إلى مدينة بلخ، كانوا في الأصل مَجوسًا ثم دخلوا الإسلام، وهُم ينتسبون إلى جدهم الأكبر برمك، الذي كَانَ سادنًا في أحد معابد المجوس ويسمى معبد النوبهار، وهوَ أحد أشهر المعابد في مدينة بلخ في آسيا الوسطى. كان برمك جد البرامكة من كبار سدنة المعبد وتبعه في ذلك بنوه من بعده، وقد أسلم من ذريّته من أسلم، وهُم من الذين تزعَّموا الحراك العباسي في خراسان، حيث كان خالد بن برمك من كبار الدُعاة إلى الخلافة العباسية في بلاده، وقد اصطفاه الخليفة العباسي أبو العباس السفاح ليكون وزيرًا له.
كانت أسرة البرامكة غرة على جبين الدولة العباسية، لما كان لها من المآثر والفضائل والسخاء الشديد، والأعمال العظيمة في الدولة وخاصة أيام هارون الرشيد، فيحيى بن خالد البرمكي كان مسؤولًا عن تربية الرشيد، وزوجته ومرضعته، وقد حافظ لهارون على ولاية العهد عندما هم موسى الهادي بخلع أخيه الرشيد، وهو الذي قام على أمر وزارة الرشيد حتى فوض له هذا الأخير كل الأمور. أما ابنه الأول الفضل البرمكي فكان أخا الرشيد في الرضاعة والمسؤول عن تربية الأمين بن هارون الرشيد، واستطاع أن يقضي على فتنة يحيى بن عبد الله في بلاد الديلم، ووَلِي خراسان وغيرها، واتخذ من جندها جيشًا كبيرًا تعداده 50 ألف جندي، جعل ولاءهم له مباشرة، وسماهم العباسية. أما جعفر بن يحيى البرمكي فهو نديم الرشيد وخليله في المجالس، فقد قضى على العصبية القبلية في الشام سنة 180 هـ، ثم جعل له الرشيد ولاية خراسان والشام ومصر، وجعله مسؤولاً عن تربية ابنه المأمون. أما موسى، الابن الثالث ليحيى البرمكي، فكان قائدًا عسكريًا كبيرًا، وتولى أمر الشام سنة 186 هـ. في حين أن محمدًا الابن الرابع لم يكن له ذكرٌ معلوم في التاريخ، ودوره في حِقبة وزارة البرامكة يحيطه الغموض.
استمرَّ البرامكة في وجودهم في مركز صناعة القرار حتَّى كانت نهايتهم في عهد الخليفة هارون الرشيد الذي قضى عليهم في حدث تاريخي يُسمَّى نكبة البرامكة. اختلف المؤرِّخون فيما بينهم في السبب الذي دفع الرشيد إلى التخلُّص منهم على الرغم من أعمالهم العظيمة. انتهت النكبة بقتل جعفر بن يحيى وسجن البرامكة عام 187 هـ.

## أصل البرامكة

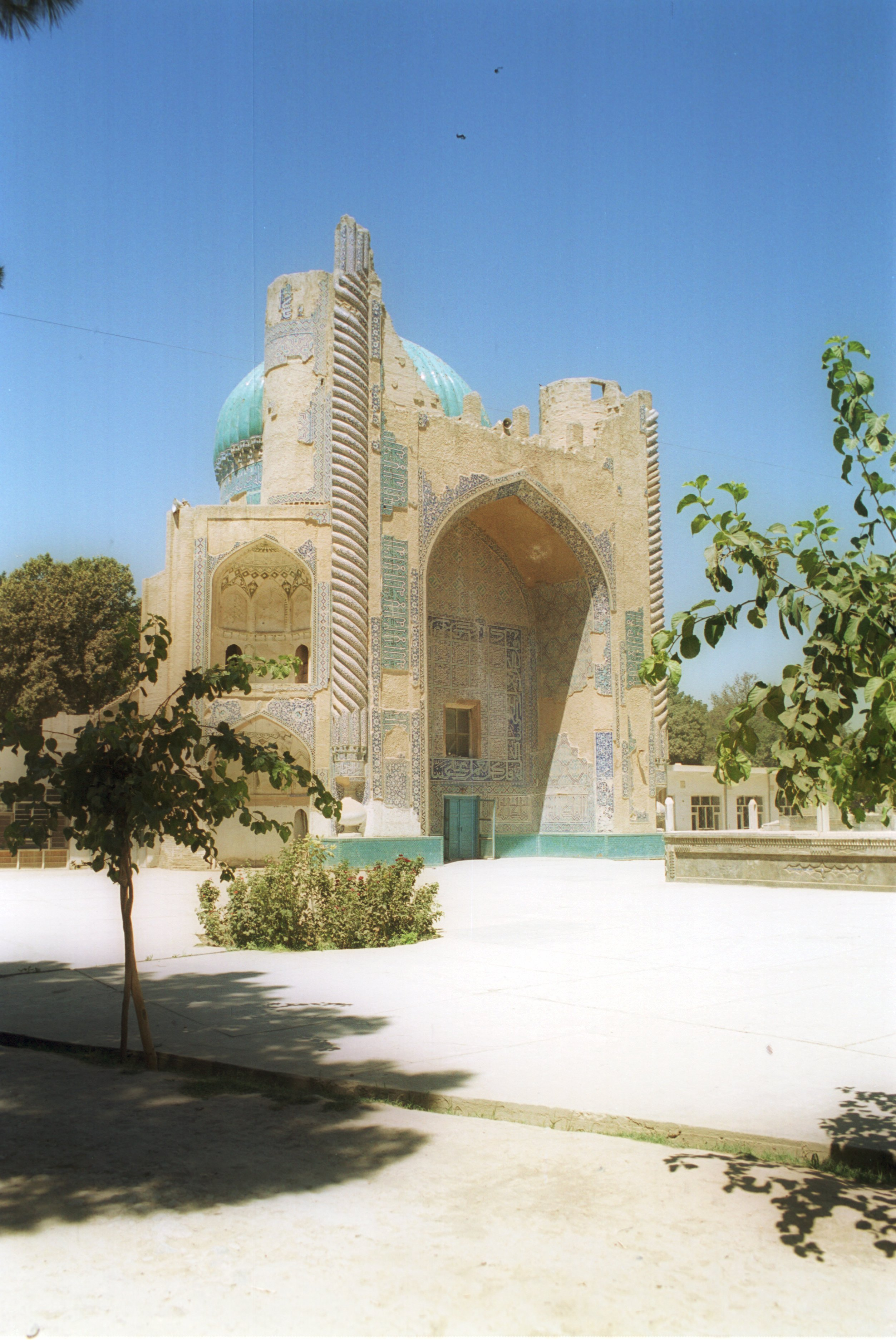
صورة للمسجد الأخضر في بلخ التي كانت منشأ الأسرة البرمكية

ذُكر في أصل البرامكة عدة أقوال، منها أن أصل البرامكة كانت من بيوتات بلخ، وكان جدهم برمك من مجوس بلخ (من بلدات أفغانستان الآن) وكان يخدم النوبهار، واشترك برمك وبنوه بسدانته، وكان برمك عظيم المقدار عندهم، والنوبهار كان معبداً للمجوس بمدينة بلخ، توقد فيه النيران، وروى أبو الحسن علي بن الحسين المسعودي أن النوبهار بناه منوشهر بمدينة بلخ من خرسان على اسم القمر، وكان من يلي سدانته تعظمه الملوك في ذلك الصقع، وتنقاد لأمره وترجع إلى حكمه، وتحمل إليه الأموال، وكان الموكل بسدانته يدعى البرمك، وهذه سمة عامة لكل من ولي سدانته، ومن أجل ذلك سمي البرامكة بهذا الاسم، لأن خالد بن برمك كان من ولد من كان على هذا البيت، وكان بنيان البيت من أعلى البنيان تشييدًا، وكانت تنصب على أعلاه الرماح عليها شقاق الحرير الخضر، طول الشقة مئة ذراع فما دون.
في حين يقول ياقوت الحموي في معجم البلدان أن البرامكة أهل شرف على وجه الدهر في بلخ مثلهم مثل ملوك الطوائف في الأندلس، وكان دينهم عبادة الأوثان، فوصفت لهم مكة وحال الكعبة بها، وما كانت قريش ومن والاها من العرب يأتون إليها ويعظمونها، فاتخذوا بيت النوبهار مضاهاة لبيت الله الحرام، ونصبوا حوله الأصنام، وزينوه بالديباج والحرير، وعلقوا عليه الجواهر النفيسة. وكانت الفرس تعظمه وتحج إليه وتهدي له، وتلبسه أنواع الثياب، وتنصب على أعلى قبته الأعلام، وكانوا يسمون قبته الأوستن، وكانوا يسمون السادن الأكبر برمك، لتشبيههم البيت بمكة يسمون سادنه برمكه، فكان كل من ولي منهم السدانة سُمي برمكًا، وكان ملوك الهند والصين وكابل وغيرهم من الملوك تدين بذلك الدين، وتحج إلى هذا البيت، وكانت سنتهم إذا وافوه أن يسجدوا للصنم الأكبر ويقبلوا يد برمك، وجعلوا للبرمك ما حول النوبهار من الأراضين سبعة فراسخ، فلم يزل برمك يلي النوبهار بعد برمك إلى أن افتتحت خراسان أيام خلافة عثمان بن عفان، وانتهت السدانة إلى برمك، فسار إلى عثمان مع رهائن، ثم رغب في الإسلام، فأسلم وسمي عبد الله، ورجع إلى أهله وولده وبلده، فأنكروا إسلامه، فأجابهم برمك: إني إنما دخلت في هذا الدين اختيارًا وعلمًا بفضله من غير رهبة، ولم أكن لأرجع إلى دين بادي العوار مهتك الأستار. فغضب عليه أحد الملوك اسمه نيزك طرخان، وزحف إليه في جمع كثير، فكتب إليه برمك: قد عرفت حبي للسلامة، وإني قد استنجدت الملوك فأنجدني، فاصرف عني أعنة خيلك، وإلا حملتني لقاءك، فانصرف عنه، ثم استغره وبيته فقتله وعشرين من بنيه، فلم يبقَ له سوى طفل وهو برمك أبو خالد، فإن أمه هربت به إلى أرض القشمر من بلاد الهند، فنشأ هناك وتعلم علم الطب والنجوم وهو على دين آبائه، ثم إن أهل بلاده أصابهم الطاعون، فكتبوا إلى برمك حتى قدم إليهم، فأجلسوه في مكان آبائه وتولى النوبهار، ثم تزوج برمك بنت ملك الصغانيان، فولدت له الحسن وبه يكنى. ويقول الحموي: كان برمك يعكر النوبهار ويقول به، وهو اسم لبيت النار الذي ببلخ يعظم قدره بذلك، فصار ابنه خالد بن برمك بعده.

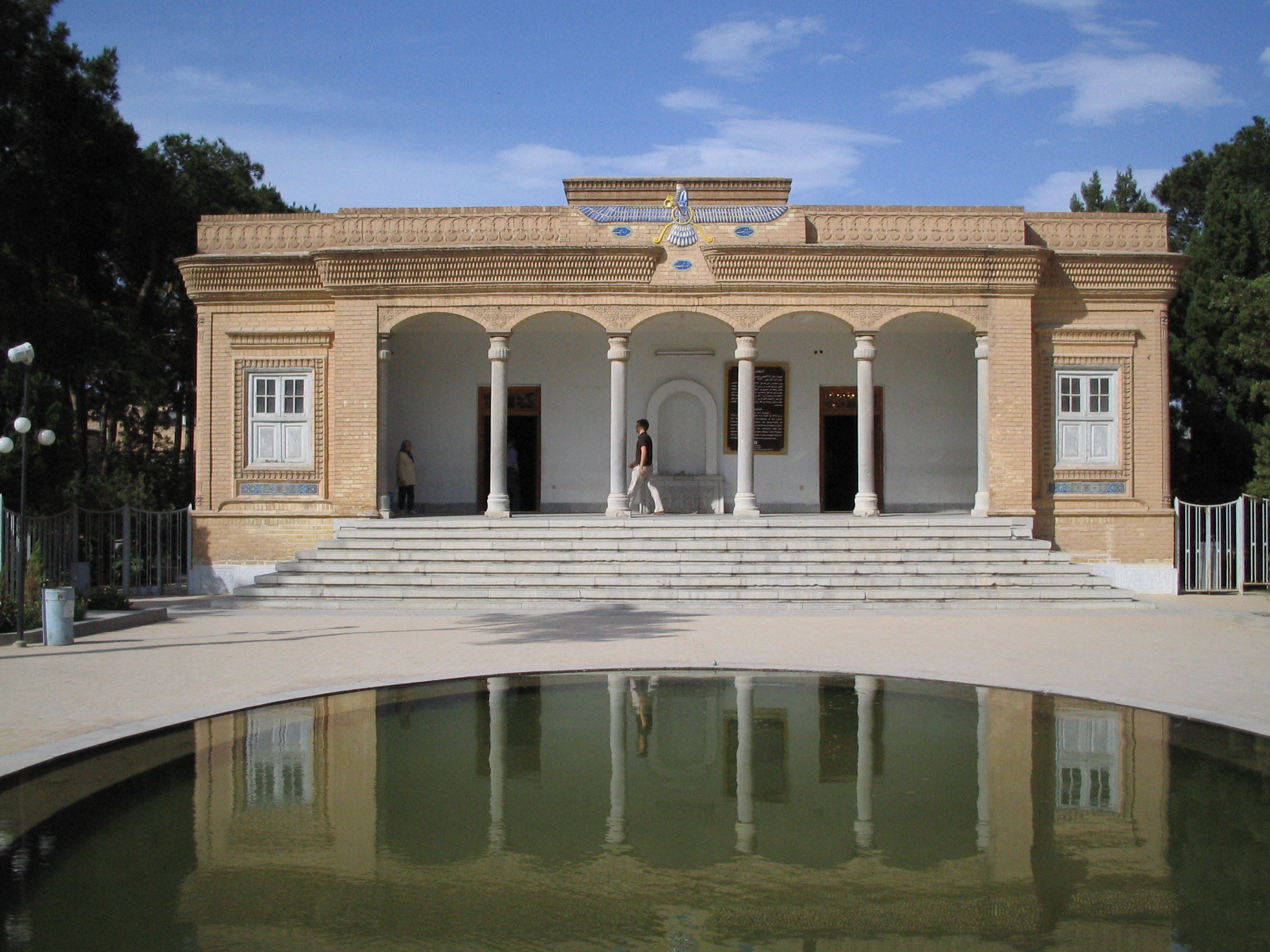
صورة لبيت النار في مدينة يزد الإيرانية للديانة الزرادشتية الذي كان معبد النوبهار أحد أهم معابدها

وقد اختلف في معبد النوبهار فالمقدسي والمسعودي وابن خلكان والحميري يقولون أن النوبهار بيت من بيوت النار، في حين أن ابن الفقيه والقزويني يقولان أنه أحد بيوت الأصنام، بينما ذكر ياقوت الحموي أن النوبهار بيت من بيوت الأصنام والنار في آن واحد. ويذهب المؤرخون الغربيون عكس ما قاله العرب، إذ يقول المؤرخ الفرنسي دومينيك سوردال: إن ما جاء في وصف النوبهار عند الجغرافيين العرب لا يطابق ما هو معروف عن هيكل النار، بل على العكس من ذلك، ووصفه بصفات مميزة وأشار إلى أنه معبد بوذي. ويذكر عالم الصينيات الفرنسي ستانيسلاس جولين أنه في القرن السابع الميلادي زار هذا المعبد حاج صيني يدعى هوان شانج Hiuan-Tsange ووصفه في كتاب اسمه ذكريات على البقاع الشرقية بقوله: إن كلمة نوبهار التي من المستبعد أن تكون كلمة فارسية تعني الربيع الجديد، وهي اسم مشتق من كلمتين سنسكريتيتين هما: نڤا Nuova وفهارا Vihari، ومعناهما المعبد الجديد، إشارة إلى معبد بوذي.
إن البرامكة أسرة فارسية عريقة ذات شأن عظيم، ينسبون إلى جدهم الأكبر برمك، الذي كان رجلًا عالمًا في الطب والتنجيم، ومتوليًا سدانة النوبهار ببلخ، وقد حظي الكثير من رجالها بمنزلة عالية عند الخلفاء العباسيين. وتدور الروايات العديدة حول تاريخ البرامكة في العهود الأولى للإسلام، وحول اعتناقهم الدعوة، فبعض الروايات تجزم بإسلام برمك، والبعض منها تذكر أن البرامكة كانوا على دين المجوس، ثم أسلم من أسلم منهم وحسن إسلامهم. وحسب بعض الرواة، فإن برمك اعتنق الدعوة في عهد عثمان بن عفان، وتعرض لعداوة طرخان ملك الترك، وأنه عالج الأمير مسلمة بن عبد الملك وشفاه من مرض ألمَّ به، كما كلفه الوالي أسد بن عبد الله بإعادة بناء مدينة بلخ التي كانت قد ضُربت. ويبدو أن خالد بن برمك الذي ولد في أيام الدولة الأموية سنة 90 هـ الموافق 709م، قد نشأ على الإسلام، حتى بلغ في الفصاحة مرحلة سامية، كما يبدو أنه كان في خدمة الدعوة العباسية. وقد أطلق اسم برمك على أناس كثيرين، لا ينتمون إلى الأسرة البرمكية، وقد يكون بعضهم من عتقاء البرامكة أو مواليهم، مثل: المغنية دنانير البرمكية، ومحمد بن الجهم البرمكي (المترجم من اللغة الفارسية إلى اللغة العربية)، وإبراهيم بن عمر البرمكي الذي ذكر بأن أسلافه كانوا يسكنون قرية تسمى البرامكة فنسبوا إليها، كما أن لقب البرامكة أطلق على المحلة أو القرية نسبة إلى آل برمك الوزراء.

## الإطار السياسي
لما قام بنو العباس بطلب الخلافة أيدهم الفرس ونصروا دعوتهم، وسلموا إليهم أزِمَّة الخلافة بقيادة أبي مسلم الخرساني، فأصبح الفرس أصحاب الدولة وحُماتها، واستأثروا بشؤون الخلافة، وأوصى الخلفاء بإكرامهم، وخير دليل على ذلك وصية الخليفة المنصور لابنه المهدي لما قال: «وانظر مواليك فأحسن إليهم وقربهم واستكثر منهم، فإنهم مادتك لشدة إن نزلت بك، وما أظنك تفعل، وأوصيك بأهل خراسان خيرا، فإنهم أنصارك وشيعتك الذين بذلوا أموالهم في دولتك ودماءهم دونك، ومن لا تخرج محبتك من قلوبهم أن تحسن إليهم، وتتجاوز عن مسيئهم، وتكافئهم على ما كان منهم، وتخلف من مات منهم في أهله وولده، وما أظنك تفعل»، وترقى الفرس إلى أعلى المناصب والمراتب عند العباسيين في أيام البرامكة، حيث تولوا الوزارة التي كانت تعد من أعلى المناصب. وأول من اتصل بالعباسيين من البرامكة هو خالد بن برمك، الذي نبغت الدولة البرمكية في أيامه، وامتدت إلى أن انقضت في أيام الرشيد.

### خالد بن برمك
كان خالد بن برمك من رجال الدولة العباسية الأقوياء، وكان رجلًا فاضلًا جليلًا كريمًا حازمًا يقظًا، لمع اسمه عندما أظهر بسالةً وبراعةً حربيةً في قيادته لبعض الجيوش الخراسانية تحت لواء القائد أبو مسلم الخراساني، ونظّم الخراج وتقلد الغنائم وقسمها في جيش قحطبة بن شبيب قائد أبي مسلم. وأُرسل مع المسي بن زهير إلى دير قنى لإدارة الإقليم، ثم أمره الخليفة العباسي الأول أبو العباس السفاح على ما كان يتقلد من الغنائم، وجعل إليه بعد ذلك ديوان الخراج وديوان الجند.
بعد مقتل حفص بن سليمان أبو سلمة الخلال الملقب بوزير آل محمد، استوزر السفاح خالد بن برمك، وقد حل محل الوزير، وبذلك يكون خالد جد البرامكة أول من وُزِّر من آل برمك، وكان له شقيقان: الحسن وسليمان من أبناء برمك، ولم يرد لهما ذكر في كتب التاريخ. اتصلت وزارة خالد في عهد المنصور، حيث ولاه على الري وطبرستان ودنباوند، فأقام بها سبع سنين، وكان من مقام خالد بطبرستان إخماد نيران ثورة كبيرة فيها، وذُكر أن أهل طبرستان بعد هذا الانتصار نقشوا على دروعهم صورة خالد وسلاحه. ثم ولاه المنصور الموصل، بعد أن أشار عليه بذلك المسيب بن زهير، فأحسن خالد إلى الناس، وهابه أهل البلد هيبة شديدة مع إحسانه إليهم، وذكر أحمد بن محمد بن سوار الموصلي أنه قال: ما هبنا قط أميرًا هيبتنا خالد بن برمك، من غير أن تشتد عقوبته ولا نرى فيه جبرية، ولكن هيبة كانت له في صدورنا.

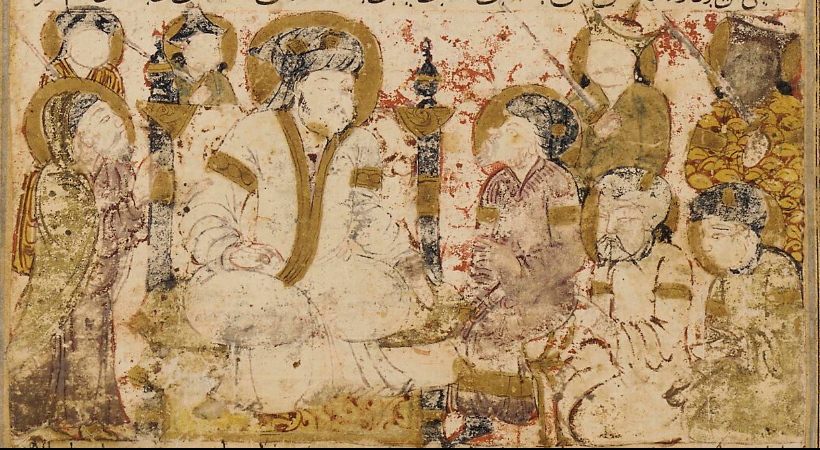
صورة للخليفة العباسي أبو العباس السفاح، أول من استوزر من البرامكة، وفي عهده كانت وزارة خالد بن برمك

كان لخالد البرمكي اليد العظمى على المنصور في خلع عيسى بن موسى من ولاية العهد، ونقل البيعة إلى المهدي بن منصور، فعندما عجز المنصور عام 147 هـ عن تنحية عيسى من ولاية العهد لمبايعة ابنه المهدي وجعله ولي العهد من بعده، استعان المنصور بخالد لإقناع عيسى بالموافقة على البيعة. فقد حدث الطبري: «أراد أبو جعفر أن يخلع عيسى بن موسى من ولاية العهد، ويقدم المهدي عليه، فأبى أن يجيبه إلى ذلك، وأعيا الأمر أبا جعفر فيه، فبعث إلى خالد بن برمك فقال له: كلمه يا خالد، فقد ترى امتناعه من البيعة للمهدي، وما قد تقدمنا به في أمره، فهل عندك حيلة فيه فقد أعيتنا وجوه الحيل، وضل عنا الرأي، فقال: نعم يا أمير المؤمنين، تضم إلي ثلاثين رجلا من كبار الشيعة ممن تختاره، قال: فركب خالد بن برمك وركبوا معه، فساروا إلى عيسى بن موسى، فأبلغوه رسالة أبي جعفر المنصور، فقال: ما كنت لأخلع نفسي، وقد جعل الله عز وجل الأمر لي، فأداره خالد بكل وجه من وجوه الحذر والطمع، فأبى عليه فخرج خالد عنه، وخرجت الشيعة بعده، فقال لهم خالد: ما عندكم في أمره، قالوا: نبلغ أمير المؤمنين رسالته ونخبره بما كان منا ومنه، قال: لا، ولكنا نخبر أمير المؤمنين، أنه قد أجاب ونشهد عليه إن أنكره، قالوا له: إفعل فإنا نفعل، فقال لهم: هذا هو الصواب، وأبلغ أمير المؤمنين فيما حاول وأراد، فساروا إلى أبي جعفر وخالد معهم، فأعلموه أنه قد أجاب، فأخرج التوقيع بالبيعة للمهدي، وكتب بذلك إلى الآفاق، قال: وأتى عيسى بن موسى لما بلغه الخبر أبا جعفر منكرًا لما ادعي عليه من الإجابة إلى تقديم المهدي على نفسه، وذكره الله فيما قد هم به، فدعاهم أبو جعفر فسألهم، فقالوا: نشهد عليه أنه قد أجاب، وليس له أن يرجع، فأمضى أبو جعفر الأمر وشكر لخالد ما كان منه، وكان المهدي يعرف ذلك له ويصف جزالة الرأي منه فيه».
وقد أبلى خالد بلاءً حسنًا وهو في شيخوخته حين استولى في سنة 163 هـ على سالموا، وهو أحد حصون الروم، إذ أرسله المهدي مع الرشيد حين وجهه لغزو الروم. يقول الطبري: «وجه المهدي خالد بن برمك مع الرشيد، وهو ولي العهد حين وجهه لغزو الروم، وتوجه معه الحسن وسليمان ابنا برمك، ووجه معه على أمر العسكر ونفقاته وكتابته والقيام بأمره يحيى بن خالد، وكان أمر هارون كله إليه، وصير الربيع الحاجب مع هارون يغزو عن المهدي، وكان الذي بين الربيع ويحيى على حسب ذلك، وكان يشاورهما، ويعمل برأيهما، ففتح الله عليهم فتوحا كثيرة، وأبلاهم في ذلك الوجه بلاءً جميلا، وكان لخالد في ذلك بسمالو أثر جميل لم يكن لأحد ، وكان منجمهم يسمى البرمكي تبركا به، ونظرًا إليه». توفي خالد في سنة 163 هـ، عن خمس وسبعين سنة.

### يحيى بن خالد
بعد وفاة خالد بن برمك ظهر ابنه يحيى الذي كان سديدًا صائب الآراء حسن التدبير، ضابطًا لما تحت يده، قويًا على الأمور. قربه الخليفة المهدي إليه، وأصبحت العَلاقة وثيقة بينهما بدليل أنه حين ولد الفضل بن يحيى في سنة 147 هـ قبل ولادة الخيزران للرشيد بسبعة أيام، أرضعت الخيزران الفضل من لبان ابنها، فكان الفضل بن يحيى أخًا للرشيد من الرضاع. وفي ذلك يقول الشاعر:
في السنة الثالثة من خلافة المهدي أي في سنة 161 هـ عهد إلى يحيى البرمكي تربية ابنه هارون وتأديبه، وفي السنة 163 هـ ولَّى ابنه هارون المغرب كله وأذربيجان وأرمينية، وجعل يحيى على ديوان رسائله. بعد وفاة المهدي تولى الخلافة ابنه الهادي، فأبقى يحيى على وظائفه السابقة، وخلال مدة قصيرة في حوالي السنة، حاول الهادي نقل ولاية الرشيد إلى ابنه جعفر لتبقى الخلافة في نسله، وتبعه في ذلك عدد من قواد الدولة العباسية منهم يزيد بن مزيد وعبد الملك بن مالك وعلي بن عيسى، فخلعوا هارون وبايعوا جعفر بن موسى، ولكن يحيى لم يرضَ بهذه المبايعة، وبقي على إخلاصه للرشيد وثبت في المحافظة على حقه في ولاية العهد، ولم يكتفِ بذلك، بل حرض الرشيد على عدم التنازل عن حقه، فأخبر بعضهم الهادي بأنه ليس عليك من هارون خلاف وإن من يفسده يحيى بن خالد، فقالوا: ابعث إلى يحيى وهدده بالقتل وارمه بالكفر، فأغضب ذلك موسى الهادي على يحيى بن خالد. ذكر أبو حفص الكرماني أن محمد بن يحيى بن خالد حدثه قال: بعث الهادي إلى يحيى ليلا، فأيس من نفسه وودع أهله، وتحنط وجدد ثيابه، ولم يشك أنه يقتله، فلما أدخل عليه قال: يا يحيى ما لي ولك، قال: أنا عبدك يا أمير المؤمنين، فما يكون من العبد إلى مولاه إلا طاعته، قال: فلم تدخل بيني وبين أخي وتفسده علي، قال: يا أمير المؤمنين من أنا حتى أدخل بينكما، إنما صيرني المهدي معه، وأمرني بالقيام بأمره، فقمت بما أمرني به ثم أمرتني بذلك، فانتهيت إلى أمرك، قال: فما الذي صنع هارون، قال: ما صنع شيئًا، ولا ذلك فيه ولا عنده، قال: فسكن غضبه، وقد كان هارون طاب نفسا بالخلع، فقال له يحيى: لا تفعل، فقال: أليس يترك لي الهنيء والمريء فهما يسعانني وأعيش مع ابنة عمي، وكان هارون يجد بأم جعفر وجدا شديدا، فقال له يحيى: وأين هذا من الخلافة ولعلك ألا يترك هذا في يدك حتى يخرج أجمع، ومنعه من الإجابة. وكان الهادي قد حدث يحيى في خلع هارون وإحلاله ابنه جعفر، وقد حادث يحيى للهادي في خلع الرشيد لما كلمه فيه: يا أمير المؤمنين إنك إن حملت الناس على نكث الأيمان هانت عليهم أيمانهم، وإن تركتهم على بيعة أخيك بايعت لجعفر من بعده، كان ذلك أوكد لبيعته، فقال: صدقت ونصحت.
غير أن الهادي لم يقبل بهذه النصيحة ورجع إلى فكرة تنحية أخيه عن ولاية العهد والمبايعة لابنه جعفر، فأحضر يحيى البرمكي وحبسه وعزم على قتله، يقول اليعقوبي: أن موسى الهادي أخذ يحيى بن برمك وأشرف عليه بالقتل عدة مرات، وحكي أن موسى الهادي كان قد طالب أخاه هارون أن يخلع نفسه من العهد، ليصيره لابنه من بعده، ويخرج هارون من الأمر فلم يجب إلى ذلك، وأحضر يحيى بن خالد البرمكي، ولطف به وداراه ووعده ومناه وسأله أن يشير على هارون بالخلع، فلم يجب يحيى إلى ذلك ودافعه مدة، فتهدده وتوعده، وجرت بينهما في ذلك خطوب طويلة، وأشفى يحيى معه على الهلاك، وهو مقيم على مدافعته عن صاحبه، إلى أن اعتل الهادي علته التي مات منها، واشتدت به، فدعا يحيى وقال له: ليس ينفعني معك شيء، وقد أفسدت أخي علي، وقويت نفسه حتى امتنع مما أريده، ووالله لأقتلنك، ثم دعا بالسيف والنطع وأبرك يحيى ليضرب عنقه، فقال إبراهيم بن ذكوان الحراني: يا أمير المؤمنين إن ليحيى عندي يدًا، أريد أن أكافئه عليها، فأحب أن تهبه لي الليلة، وأنت في غد تفعل به ما تحب، فقال له: ما فائدة ليلة، فقال: إما أن يقود صاحبه إلى إرادتك يا أمير المؤمنين، أو يعهد في أمر نفسه وولده، فأجابه، قال يحيى: فأُقمت من النطع، وقد أيقنت بالموت، وأيقنت أنه لم يبق من أجلي إلا بقية الليلة، فما اكتحلت عيناي بغمض إلى السحر، ثم سمعت صوت القفل يفتح علي، فلم أشك أن الهادي قد استدعاني للقتل، لما انصرف كاتبه، وانقضت الليلة، وإذا بخادم قد دخل إلي، وقال: أجب السيدة، فقلت: ما لي وللسيدة، فقال: قم، فقمت وجئت إلى الخيزران فقالت: إن موسى قد مات، ونحن نساء فادخل، فأصلح شأنه، وأنفذ إلى هارون فجئ به، فأدخلت، فإذا به ميتًا، فحمدت الله تعالى على لطيف صنعه، وتفريج ما كنت فيه، وبادرت إلى هارون، فوجدته نائمًا فأيقظته، فلما رآني عجب وقال: ويحك ما الخبر، قلت: قم يا أمير المؤمنين إلى دار الخلافة، فقال: أو قد مات موسى؟ قلت: نعم، فقال: الحمد لله، هاتوا ثيابي. فإلى أن لبسها، جاءني من عرفني أنه ولد له ولد من مراجل، ولم يكن عرف الخبر، فسماه عبد الله، وهو المأمون وركب وأنا معه، إلى دار الخلافة. في نفس سنة توليت الرشيد مقاليد الحكم، ولُّى يحيى بن خالد الوزارة وقال له: «قد قلدتك أمر الرعية، فاحكم فيها بما ترى، واعزل من رأيت، واستعمل من رأيت، ودفع إليه خاتمه»، فقال إبراهيم الموصلي في ذلك:
في سنة 178 هـ فوض الرشيد إلى يحيى البرمكي جميع أموره يفعل ما يريد، كل الأمور بيده، يعين ويعزل، ويجمع ويفرق كما يشاء. وبذلك أصبح الوزير يحيى وكأنه الحاكم الفعلي الذي يتمتع بصلاحيات مطلقة، فقام بإدارة أمور الحكم وسد الثغور وجبي الأموال، فعظم شأنه وعُمل برأيه. لكن على الرغم من المنزلة العظيمة التي وصل إليها يحيى، إلا أنه لم يكن المشرف الوحيد على إدارة شؤون الدولة باعتباره وزيرًا، وذلك لأن الرشيد خلال السنوات الأولى من حكمه ترك ممارسة السلطة لأمه ولوصيه، إذ كان على يحيى أن يعرض شؤون الرعية على الخيزران أم الخليفة. في بداية وزارة يحيى كان يمتلك إدارة الدواوين كلها سوى ديوان الخاتم، فقد كان الختم موكلًا إلى جعفر بن محمد الأشعث، ثم في بداية سنة 171 هـ أخذه الرشيد ودفعه إلى أبي العباس بن سليمان الطوسي، ثم لم يلبث أبو العباس يسيرًا حتى توفي فعادت هذه الوظيفة إلى يحيى بن خالد الذي جمع الوزارتين. كانت الكتب التي تنفذ من ديوان الخراج تؤرخ باسم يحيى بن خالد. منذ أن تقلد يحيى بن خالد الوزارة ظهر ما سمي بدولة بني برمك، فقد قال ابن الطقطقي: «اعلم أن هذه الدولة كانت غرة في جبهة الدهر، وتاجاً على مفرق العصر. ضربت بمكارمها الأمثال، وشدت إليها الرحال، ونيطت بها الآمال. وبذلت لها الدنيا أفلاذ أكبادها، ومنحتها أوفر إسعادها. فكان يحيى وبنوه كالنجوم زاهرة، والبحور زاخرة، والسيول دافعة، والغيوث ماطرة، أسواق الآداب عندهم نافقة، ومراتب ذوي الحرمات عندهم عالية. والدنيا في أيامهم عامرة. وأبهة المملكة ظاهرة، وهم ملجأ اللهف، ومعتصم الطريد».
مكث يحيى في الحكم مدة سبع عشرة سنة، يعاونه في تصريف شؤون الخلافة أبناؤه الأربعة: الفضل وجعفر ومحمد وموسى. وقد وصفهم إبراهيم الموصلي بقوله: «أما الفضل فيرضيك بفعله، وأما جعفر فيرضيك بقوله، وأما محمد فيفعل حسب ما يجد، وأما موسى فيفعل ما لا يجد». لم يُقدَّر لولدي يحيى: محمد وموسى أن يكون لهما أعمال مهمة، فقد كان موسى قائدًا عسكريًا مشهورًا بشجاعته، وقد تبوأ ابناه الآخران: الفضل وجعفر أعلى المناصب وأعظمها، إذ ولَّى الرشيد جعفر المغرب كله من الأنبار إلى إفريقيا، وذلك سنة 176 هـ، وقلَّد الفضل المشرق كله من النهروان إلى أقصى بلاد الترك، كما لوحظ أن لقب الوزير الذي كان يعني يحيى كان ينطبق أيضًا على الفضل وجعفر.

### الفضل بن يحيى
في عام 176 هـ ولِّي الفضل بن يحيى الأرض العباسية من النهر إلى أقصى بلاد الترك، وكان ذلك عندما ظهر يحيى بن عبد الله بن حسن بن حسن بن علي بن أبي طالب في الدليم، وكثر أنصاره واشتدت شوكته، فاغتم الرشيد لذلك ووجه الفضل في خمسين ألفًا من جنوده، وتمكن الفضل من إخماد الثورة باللين دون سفك الدماء، بعد أن أقنع يحيى بقبول الصلح، ووضع له أمانًا من قبل الرشيد، كتبه الرشيد بخطه وبشهادة القضاة والفقهاء، فسلم يحيى نفسه وحمله الفضل إلى الرشيد.
اختلفت الروايات في مصير يحيى البرمكي؛ فمنهم من قال بأن الرشيد حبسه في السجن حتى مات، ومنهم من قال إنه حبسه تحت إشراف البرامكة فأطلقوا سراحه دون استئذان الرشيد، ولكن الرشيد ما إن حبس يحيى حتى استقبل ابنه الفضل في بغداد وأكرمه إكرامًا عظيمًا. وقد تميز الفضل بأخلاق جدية صارمة، في سنة 177 هـ سُمي الفضل واليًا على خرسان، فلما صار إليها أزال سيرة الجور وبنى الحياض والمساجد، وأحرق دفاتر البغايا، وزاد الجند والقادة ووصل الزوار والكتاب، فحسنت سيرته، وأمر بهدم النوبهار فلم يقدر عليه لإحكام بنائه، فهدم منه قطعة وبنى فيها مسجدًا، وفي خراسان جند الفضل جيشًا من العجم وأطلق عليهم اسم العباسية بلغ عدده خمسمائة ألف رجل، أرسل عشرين ألفًا منهم إلى بغداد وظل الباقون في خرسان. ولمَّا خالف أهل الطالقان افتتح الفضل بلادهم، وزحف صاحب الترك في جيش كبير ولقي عسكر الفضل والتحمت بينهما الحرب، واستباح الفضل عسكر الطالقان، وغنم أمواله. وقد كلف الفضل إبراهيم بن جبريل بفتح بلاد كابل، فافتتحها وغنم غنائم كثيرة، وقاد حملة ضد مملكة أشروسنة وكانت المملكة ممتنعة. غير أن الفضل لم يكتب له النصر في حروبه في أرمينية، فقد ذكر اليعقوبي: «أنه لما ولّى الرشيدُ الفضلَ بن يحيى بن خالد البرمكي أرمينية، سار إليها بنفسه، فلما قدم توجه إلى ناحية الباب والأبواب، فغزا قلعة حمزين، فهزمه أهل حمزين، فانصر ما يلوي على شيء حتى أتى العراق واستخلف على البلد عمر بن أيوب الكناني».
كان الرشيد قد جعل ولده محمدًا في حجر الفضل بن يحيى، والمأمون في حجر جعفر، فاختص كل واحد منهما بمن في حجره، لذلك كان للفضل الدور البارز في أخذ البيعة لمحمد بن الرشيد، إذ أنه لما صار إلى خرسان فرق بين سكانها الأموال وأعطى الجند أعطيات متتابعات، ثم أظهر البيعة لمحمد بن الرشيد، فبايع الناس له وسمَّاه الأمين. ولما انصرف الفضل من خرسان إلى العراق في آخر سنة 179 هـ، استقبله الرشيد استقبالًا حافلًا، وقال الطبري: «لما قدم الفضل بن يحيى من خرسان خرج الرشيد إلى بستان أبي جعفر يستقبله، وتلقاه بنو هاشم والناس من القواد والكتاب والأشراف، فجعل يصل الرجل بالألف ألف وبالخمسمئة ألف». وأحب الرشيد تقليد جعفر الخاتم، وكان إلى الفضل، ورغبة منه في عدم إعطاء قراره هذا طابع العزل، وجد الصيغة المناسبة لإعلان هذا الحدث، وأرسل إلى يحيى البرمكي: «إن أمير المؤمنين رأى أن ينقل خاتم الخلافة من يمينك إلى شمالك». وصرف الرشيد الفضل بن يحيى عن الأعمال التي كان يتقلدها أولًا، ثم ظهر من الرشيد في سنة 183 هـ سخط على الفضل بن يحيى، ونزع منه كل وظائفه، وبقي فقط وصيّاً على ولي العهد محمد الأمين، وهي الوظيفة التي حصل عليها قبل أن يذهب إلى الري.

### جعفر بن يحيى
بينما كان يحيى البرمكي يميل إلى الفضل، كان الرشيد يميل إلى جعفر. كان جعفر سمح الأخلاق طلق الوجه، ظاهر البشر، وهذه الصفات قربته من الرشيد فآنس به أكثر من أنسه بأخيه الفضل، ولم يكن له صبر عنه، فأنزله بالخلد بالقرب من قصره. وتباعد ما بين الفضل وجعفر، لأن الفضل كان يلتمس من جعفر أن يعطيه بعد اختصاص الرشيد إياه من نفسه مثل ما كان يعطيه قبل ذلك، وقد ساعد الرشيد جعفر في مهماته المختلفة، وكثيرًا ما كان الرشيد يقول ليحيى: «أنت للفضل وأنا لجعفر». كان جعفر متمكنًا عند الرشيد غالبًا على أمره واصلا منه، وبلغ علو المرتبة عنده مالم يبلغ سواه، حتى أن الرشيد اتخذ ثوبًا له زيقان، فكان يلبسه هو وجعفر جملة، وذكر المقدسي أن هارون كان مختصًا بجعفر بن يحيى بن برمك حتى أمر فخيط له قميص ذو جيبين، يلبسه هارون وجعفر لثقة به واختصاصه به. وروى الجهشياري أن الرشيد كان يسمي جعفرًا أخي، ويدخله معه في ثوبه، وقلده بريد الآفاق ودور الضرب والطرز في جميع الكور، كما أشركه معه في النظر في المظالم.
في سنة 176 هـ كثر تظلم أهل مصر من موسى بن عيسى، فولى الرشيد جعفر بن يحيى على مصر. وعندما هاجت العصبية بالشام في سنة 180 هـ وزاد خطرها غضب الرشيد لذلك وعقد لجعفر بن يحيى على الشام، وقال له: إما أن تخرج أنت أو أخرج أنا، فقال له جعفر بل أقيك نفسي، فقصد جعفر الشام وأصلح بينهم وأخمد الثورة. ولما نجح جعفر في إطفاء نيران الفتنة، ولى جعفر صالح بن سليمان البلقاء وما يليها، واستخلف على الشام عيسى بن العكي وانصرف، فازداد الرشيد له كرمًا. وفي نفس السنة ولى الرشيد جعفر بن يحيى على خرسان وسجستان. في سنة 182 هـ تمكن جعفر من الحصول على وصاية عبد الله المأمون بعد أن أخذت البيعة له كولي للعهد بعد الأمين. في عهد جعفر اشتدت قبضة البرامكة على أمور الحكم، وبلغت سلطتهم حدًا كبيرًا، فثقة هارون الرشيد الكبيرة بجعفر جعلت له مكانة مرموقة وسلطة واسعة في الدولة، وأصبحت كلمته هي الكلمة النافذة، إذ لم يكن أحد يجسر على أن يرد عليه قولًا ورأيًا. ولم يزل البرامكة في عز وجاه وسلطان وفي ذروة المكانة عند الرشيد حتى قيل: «إن أيامهم عرس وسرور دائم لا يزول».

## نكبة البرامكة
| «اختلف المؤرخون في تحديد أسباب نكبة البرامكة والراجح أن هذه الأسباب تعود إلى دافعين رئيسيين، سياسي ومالي، فمن حيث الدافع السياسي، فقد اتضح للرشيد بعد مضي بضع سنين أن البرامكة أضحوا يشكلون خطرا فعليا على دولته، بفعل عدة عوامل لعل أبرزها ميلهم إلى الطالبيين وميولهم العنصرية. من حيث الدافع المالي فقد استبد البرامكة بمالية الدولة، كما أن الوشاية قد أدت دورا آخر في التأثير على الرشيد للإيقاع بهم، إذ حاول خصومهم انتهاز كل فرصة لإيغار صدره عليهم، وإثارة شكوكه في تصرفاتهم ولذا أمر بسجنهم وقتلهم. |
| — |

اختلف المؤرخون كثيرًا في تعليل الأسباب التي دفعت الخليفة العباسي هارون الرشيد للتنكيل بالبرامكة، وقد أقرَّ المؤرخون بهذا الاختلاف، فالطبري يقول: «أما سبب غضبه عليه (أي على جعفر) الذي قتله عنده، فإنه مختلف فيه»، ويقول المسعودي: «واختلف الناس في سبب إيقاعهم بهم»، ويقول أبو الفداء: «وقد اختلف في سبب ذلك اختلافًا كثيرًا»، وقال ابن كثير: «وقد اختلف في سبب ذلك»، ويقول ابن خلكان: «وقد اختلف أهل التاريخ في سبب تغير الرشيد عليهم»، أما ابن الطقطقي فقال: «اختلف أصحاب السير والتواريخ في ذلك»، ويقول اليعقوبي: «إن الرشيد قتل جعفر بن يحيى بن خالد بغير أمر متقدم، وإن أكثر الناس في أسباب السخط عليه مختلفون». وبحسب الروايات التاريخية، فقد شعر البرامكة بنكبتهم، لأنهم لاحظوا بأنفسهم أو بواسطة أناس آخرين، زوال حُظوتهم عند الخليفة وعدم الرضا عليهم، ومن ذلك ما سعى به علي بن عيسى عند الرشيد في أمر خراسان وطاعة أهلها للفضل، وأنه يكاتبهم ويعمل الوثوب به معهم، فحبسه الرشيد ثم أطلقه بعد تدخل أم الفضل بن يحيى في أمره، فكان ذلك أول ثلمة ثلموا بها. وقد ذكر الطبري عن ثمامة بن أشرس قال: أول ما أنكر يحيى بن خالد من أمره أن محمد بن الليث رفع رسالة إلى الرشيد يعظه فيها ويذكر أن يحيى بن خالد لا يغني عنك من الله شيئًا وقد جعلته فيما بينك وبين الله فكيف أنت إذا وقفت بين يديه فسألك عمَّا عملت في عباده وبلاده، فقلت يا رب إني استكفيت يحيى أمورَ عبادك! أتُراكَ تحتجُّ بحجة يرضى بها؟! مع كلام فيه توبيخ وتقريع. فدعا الرشيد يحيى وقد تقدم إليه خبرُ الرسالة فقال تعرف محمد بن الليث قال: نعم، قال: فأي الرجال هو، قال: متهم على الإسلام فأمر به فوضع في المطبق دهرًا، فلمَّا تنكر الرشيد للبرامكة ذكره فأمر بإخراجه، فأُحضر فقال له بعد مخاطبة طويلة: يا محمد، أتحبني؟ قال: لا والله يا أمير المؤمنين، قال: تقول هذا؟! قال: نعم وضعتَ في رجلي الأكبال وحُلتَ بيني وبين العيال، بلا ذنب أتيت ولا حدث أحدثت، سوى قول حاسدٍ يكيد الإسلام وأهله، ويحبُّ الإلحاد وأهله، فكيف أحبك؟ قال صدقت، وأمر بإطلاقه. ثم قال: يا محمد أتحبني؟ قال: لا والله يا أمير المؤمنين، ولكن قد ذهب ما في قلبي. فأمر أن يُعطى مئة ألف درهم ، فأُحضر فقال: يا محمد أتحبني؟ قال أما الآن فنعم، قد أنعمت عليَّ وأحسنت إليَّ، قال: انتقم الله ممن ظلمك وأخذ لك بحقك ممَّن بعثني عليك، قال: فقال الناسُ في البرامكة فأكثروا، وكان ذلك أولَ ما ظهر من تغيُّر حالهم.

### أسباب النكبة
- حادثة يحيى بن عبد الله الطالبي: الذي خرج إلى بلاد الديلم ودعا لنفسه هناك، وبايعه كثير من الناس، وقويت شوكته، وذلك سنة 176 هـ، فأرسل إليه الرشيد الفضل بن يحيى، واستطاع الفضل أن يستنزل يحيى بالسلام على أمان له عند الرشيد، وذلك من غير أن تراق نقطة دم، وعُدَّ ذلك من أفضل أعمال الفضل، وبعد مدة ظهر من يحيى ما أوجب عند الرشيد نقض الأمان، فأمر بحبسه عند جعفر بن يحيى، وفي ذات ليلة اجتمع يحيى مع جعفر، وما زال به حتى أطلقه جعفر وزوَّده بالمال اللازم لخروجه من بغداد. فوصل الخبر للرشيد، وكان ذلك يعد خيانةً عُظمى عند العباسيين لشدَّة خوفهم من الطالبيين، فخاف الرشيد من تآمر آل برمك مع الطالبيين من أجل إقصاء العباسيين، فأمر بقتل جعفر وحبس باقي الأسرة.[47][48][49]
- الترف الشديد: كان البرامكة يعيشون في ترف شديد جدًا، حتى إنهم كانوا يبنون قصورهم ويضعون على الحوائط بلاط الذهب والفضة، وبنى جعفر بيتًا له كلفه آلافًا كثيرة من الدراهم، وكان الرشيد في سفر ذات يوم، فلم يمرَّ على قصر ولا إقليم ولا قرية إلا قيل له: هذا لجعفر، وعندما عاد الفضل من حربه في الديلم أطلق لمادحيه ألفَ ألف درهم. هذا السَّرَف جعل الرشيد يتابعهم في الدواوين والكتابات، فاكتشف وجودَ خلل كبير في مصاريف الدولة.[47][50] وذُكر أن الرشيد أمر مسرورًا مولاه أن يضرب الفضل بن يحيى مئتي سوط لإخفائه الأموال عنه، ولمَّا بلغ الرشيد أن ليس لديهم شيء من المال والجواهر قال: «وكيف وقد نهبوا مالي وذهبوا بخزائني».[51][52]
- الفضل بن الربيع: وكان من موالي العباسيين، وكان شديد العَداء للبرامكة، ويقال إنه هو الذي سعى بهم عند الرشيد وأظهر عيوبهم، وغطَّى محاسنهم، ووضع عليهم العيون، حتى استطاع أن يرصدَ حادثة هرب يحيى الطالبي عند جعفر، فأخبر بها الرشيد، وزيَّن له أن البرامكة يريدون الخلافة للطالبيين.[47] قال ابن خلكان: «أبو العباس الفضل بن الربيع بن يونس بن محمد بن عبد الله بن أبي فروة، واسمه كيسان، فلما آل الأمر إلى الرشيد واستوزر البرامكة، كان الفضل بن الربيع يروم التشبه بهم ومعارضتهم، ولم يكن له من القدرة ما يدرك به اللحاق بهم، فكان في نفسه منهم إحن وشحناء، قال عبيد الله بن سليمان بن وهب: إذا أراد الله تعالى هلاك قوم وزوال نعمتهم جعل لذلك أسبابا، فمن أسباب زوال أمر البرامكة تقصيرهم بالفضل بن الربيع وسعي الفضل بهم وتمكنه من المجالسة مع الرشيد فأوغر قلبه عليهم ومالأه على ذلك كاتبهم إسماعيل بن صبيح حتى كان ما كان».[53]
- أصل البرامكة: حاول بعض المؤرخين الربط بين أصل البرامكة وهم مجوس، وبين ما حدث لهم على يد الرشيد، فيما أنهم حاولوا إظهار الزندقة، وإعادة دين المجوس مرَّة أخرى، وأنهم أدخلوا النار في الكعبة حتى تعبد هناك، والذي ساعد على ترويج هذه الفكرة مصاحبةُ جعفر بن يحيى لبعض الزنادقة أمثال أنس بن أبي شيخ الذي قتله هارون الرشيد بيده، ولكن هذا السبب بعيد المأخذ، وليس عليه دليل قوي.[47][54]
- جيش البرامكة: أصل هذا الجيش كوَّنه الفضل بن يحيى من جند خراسان وتلك البلاد معروفة تاريخيًا بولائها للعباسيين، ولكن ميلهم أكثر للطالبيين وآل البيت، وتعداده خمسون ألفًا جعل ولاءه له مباشرة دون غيره، ثم استقدم منهم عشرين ألفًا لبغداد وسمَّاهم الكرنبية مما حرَّك هواجس الرشيد، غير أنه لم يتحرك حتى جاءه خبرٌ من والي خراسان علي بن عيسى بن ماهان أن السبب في اضطراب خراسان هو موسى بن يحيى من بغداد، فتحقق الظن عند الرشيد، واجتمعت عنده كل ما سبق من الأسباب، وعندها قرر الرشيد عند رجوعه من الحج الإيقاعَ بالبرامكة.[47]
- العباسة: وهي أخت هارون الرشيد، وكانت أديبة شاعرة، ومن ربَّات الفضل والأدب والجمال، فهي من أجمل النساء وأطرفهن وأكملهن فضلًا وعقلًا وصيانة، وكان في جبهتها اتساع يَشينُ وجهها فاتخذت عِصابة مكللة بالجوهر، لتسترَ جبهتها، وهي أول من اتخذها. روت بعض الكتب روايات توثق قصة زواج العباسة أخت الرشيد بجعفر البرمكي، وأن هذا الزواج أحد أسباب نكبة البرامكة.[55] وروى المسعودي أن العباسة هي من أوصلت جعفرًا إلى النهاية المشؤومة، ويشير منير العجلاني في كتابه عبقرية الإسلام بقوله: وتغلَّب جعفر في النهاية على أمر الرشيد، الذي كان يحبه حبًا جمًا حتى زوَّجه أخته، وكان الرشيد يحب مجلسَهما كثيرًا. ولكن الطبري في كتابه الرسل والملوك وابن حزم في جمهرة أنساب العرب وابن خلدون في مقدمته ينفون خبر زواج العباسة بجعفر، يقول ابن خلدون: «أين يطلب الصون والعفاف إذا ذهب عنها، أو أين توجد الطهارة والذكاء إذا فُقدا من بيتها، أو كيف تلحم نسبها بجعفر بن يحيى وتدنس شرفها العربي بولي من موالي العجم».[56][57]

وقد علل ابن خلدون أسباب نكبة البرامكة بكلمة ذكرها في مقدمته:
| برامكة | إنما نكب البرامكة ما كان من استبدادهم على الدولة، واحتجانهم أموال الجباية، حتى كان الرشيد يطلب اليسير من المال فلا يصل إليه، فغلبوه على أمره، وشاركوه في سلطانه، ولم يكن له معهم تصرف في أمور ملكه، فعظمت آثارهم، وبعد صيتهم، وعمروا مراتب الدولة وخططها، بالرؤساء من ولدهم وصنائعهم، واحتازوها عمن سواهم، من وزارة، وكتابة، وقيادة، وحجابة، وسيف، وقلم، ويقال إنه كان بدار الرشيد، من ولد يحيى بن خالد، خمسة وعشرون رئيساً، من بين صاحب سيف وصاحب قلم، زاحموا فيها أهل الدولة بالمناكب، ودفعوهم عنها بالراح، لمكان أبيهم يحيى من كفالة هارون، ولي عهد، وخليفة، حتى شب في حجره، ودرج من عشه، وغلب على أمره، وكان يدعوه: يا أبت، فتوجه الإيثار من السلطان إليهم، وعظمت الدالة منهم، وانبسط الجاه عندهم، وانصرفت نحوهم الوجوه، وخضعت لهم الرقاب، وتخطت إليهم من أقصى التخوم، هدايا الملوك، وتحف الأمراء، وسيرت إلى خزائنهم، في سبيل التزلف والإستمالة، أموال الجباية، وأفاضوا في رجال الشيعة يريد شيعة بني العباس وعظماء القرابة، العطاء، وطوقوهم المنن، وكسبوا من بيوتات الأشراف، المعدم، وفكوا العاني، ومدحوا بما لم يمدح به خليفتهم، وأسنوا لعفاتهم الجوائز والصلات، واستولوا على القرى والضياع، حتى آسفوا البطانة، وأحقدوا الخاصة، وأغصوا أهل الولاية | برامكة |

### مقتل جعفر بن يحيى

تمثال للخليفة العباسي هارون الرشيد في مدينة الرقة شمال سوريا، والذي كان الآمر والمدبر لنكبة البرامكة وسجنهم وقتل جعفر بن يحيى

تعددت الأسباب التي أدت لحدوث نكبة البرامكة، وأدت مجتمعة لحادثة مقتل جعفر بن يحيى، يقول الطبري: أن الرشيد حج في سنة 186 هـ، وأنه انصرف من مكة فوافى الحيرة في المحرم من سنة 187 هـ عند انصرافه من الحج، فلما كان ليلة السبت لانسلاخ المحرم أرسل مسرورا الخادم، ومعه حماد بن سالم أبو عصمة في جماعة من الجند، فأطافوا بجعفر بن يحيى ليلًا، ودخل عليه مسرور وعنده ابن بختيشوع المتطبب، وأبو زكار الأعمى المغني الكلوذاني، وهو في لهوه فأخرجه إخراجًا عنيفًا يقوده حتى أتى به المنزل الذي فيه الرشيد، فحبسه وقيده بقيد حمار، وأخبر الرشيد بأخذه إياه ومجيئه به، فأمر بضرب عنقه، ففعل ذلك.

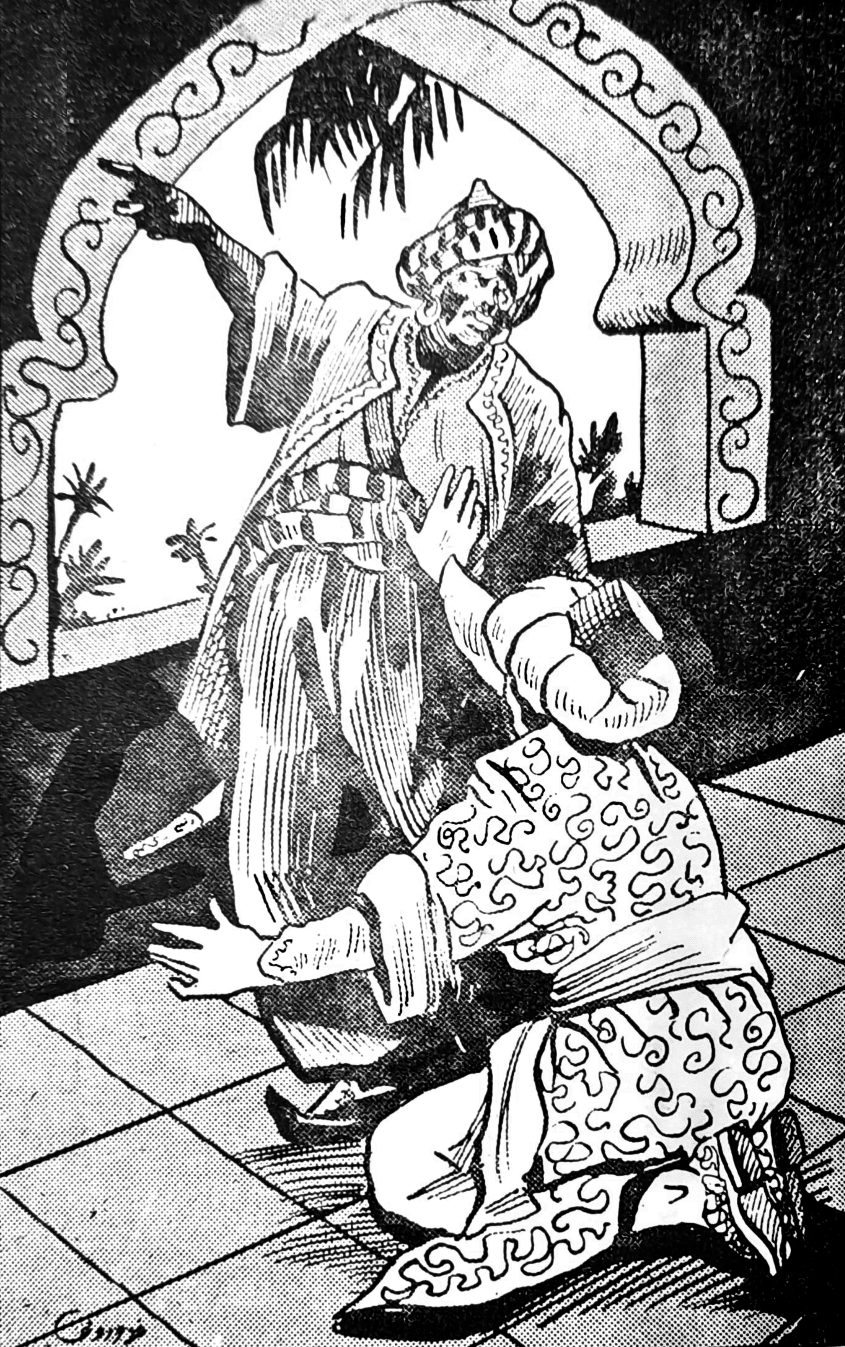
رسمٌ يُصوَّرُ مسرور الخادم وقد اقتاد جعفر البرمكي لِيُعلمه أنَّ الخليفة الرشيد أمر بِضرب عنقه.

أضاف الطبري: وأمر الرشيد في تلك الليلة بتوجيه من أحاط بيحيى بن خالد وجميع ولده ومواليه، ومن كان منهم بسبيل، فلم يفلت منهم أحد كان حاضراً، وحول الفضل بن يحيى ليلاً فحُبس في ناحية من منازل الرشيد، وحُبس يحيى بن خالد في منزله، وأخذ ما وجد لهم من مال وضياع ومتاع وغير ذلك، ومنع أهل العسكر من أن يخرج منهم خارج إلى مدينة السلام أو إلى غيرها، ووجه من ليلته رجاء الخادم إلى الرقة في قبض أموالهم وما كان لهم، وأخذ كل ما كان من رقيقهم ومواليهم وحشمهم، وولاه أمورهم، وفرق الكتب من ليلته إلى جميع العمال في نواحي البلدان والأعمال بقبض أموالهم، وأخذ وكلائهم. فلما أصبح بعث بجثة جعفر بن يحيى مع شعبة الخفتاني وهرثمة بن أعين وإبراهيم بن حميد المروروذي، وأتبعهم عدة من خدمه وثقاته، منهم مسرور الخادم إلى منزل جعفر بن يحيى، وإبراهيم بن حميد وحسين الخادم إلى منزل الفضل بن يحيى، ويحيى بن عبد الرحمن ورشيد الخادم إلى منزل يحيى ومحمد بن يحيى، وجعل معه هرثمة بن أعين، وأمر بقبض جميع ما لهم، وكتب إلى السندي الحرشي بتوجيه جيفة جعفر إلى مدينة السلام، ونصب رأسه على الجسر الأوسط وقطع جثته، وصلب كل قطعة منها على الجسر الأعلى والجسر الأسفل، ففعل السندي ذلك، وأمضى الخدم ما كانوا وجهوا فيه، وحمل عدة من أولاد الفضل وجعفر ومحمد الأصاغر إلى الرشيد، فأمر بإطلاقهم، وأمر بالنداء في جميع البرامكة: أن الأمان في محمد بن خالد وولده وأهله وحشمه فإنه استثناهم، لما ظهر من نصيحة محمد له، وعرف براءته مما دخل فيه غيره من البرامكة، وخلى سبيل يحيى قبل شخوصه من العمر، ووكل بالفضل ومحمد وموسى بني يحيى، وبأبي المهدي صهرهم حفظةً من قبل هرثمة بن أعين، إلى أن وافى بهم الرقة، فأمر الرشيد بقتل أنس بن أبي شيخ يوم قدم الرقة، وتولى قتله إبراهيم بن عثمان بن نهيك، ثم صلب، وحبس يحيى بن خالد مع الفضل ومحمد في دير القائم، وجعل عليهم حفظة من قبل مسرور الخادم وهرثمة بن أعين، ولم يفرق بينهم وبين عدة من خدمهم، ولا ما يحتاجون إليه، وصير معهم زبيدة بنت منير أم الفضل ودنانير جارية يحيى وعدة من خدمهم وجواريهم، ولم تزل حالهم سهلة إلى أن سخط الرشيد على عبد الملك بن صالح، فعمهم بالتثقيف بسخطه، وجدد له ولهم التهمة عند الرشيد، فضيق عليهم. وقد قتل جعفر بن يحيى في ليلة السبت أول ليلة من شهر صفر سنة 187 هـ وهو ابن سبع وثلاثين سنة، وكانت الوزارة إليهم سبع عشرة سنة.

### مصير البرامكة
ولم يزل يحيى بن خالد وابنه الفضل محبوسين حتى ماتا بالرقة، فقد مات يحيى في شهر المحرَّم سنة 190 هـ فجأة من غير علَّة، وصلى عليه ابنه الفضل ودُفن في شاطئ الفرات. أما الفضل فقد مات في شهر المحرَّم سنة 193 هـ قبل وفاة الرشيد بخمسة أشهر، وهو ابن خمس وأربعين سنة، وصلى عليه إخوانه في القصر الذي كانوا فيه قبل إخراجه، ثم أُخرج فصلى الناس على جنازته. أما ابنا يحيى الآخران: محمد وموسى، فقد بقيا في الحبس بالرقَّة حتى تولَّى الخلافة محمد الأمين، فأطلق سراحهما، وبينما التحق محمد بالمأمون، بقي موسى يقاتل في صفوف الأمين، ولم يفارقه حتى قُتل، ثم انضمَّ إلى هرثمة واجتمع معه على حرب أبي السرايا، وخاض معه معاركَ كثيرة، فلما ورد المأمون العراق صار إليه فبرَّه وقدَّمه وانبسط إليه في المشورة والرأي حتى غلب عليه.
نظرًا للدور الكبير الذي لعبه البرامكة في الدولة العباسية، فإن إيقاع الرشيد بهم ترك فراغًا كبيرًا في معظم إدارات الدولة، قال الفضل بن مروان: «إن أمور البريد والأخبار في أيام الرشيد كانت مهملة، وإن مسرورًا الخادم كان يتقلد البريد والخرائط، وأن الرشيد توفي وعندهم أربعة آلاف خريطة». ويقول المسعودي: «إن الرشيد دفع خاتم الخلافة بعد إيقاعهم بهم (أي البرامكة) إلى علي بن يقطين، وغلب عليه الفضل بن الربيع وإسماعيل بن صبيح إلى أن مات واختلت أموره بعد البرامكة، وبان للناس قبح تدبيره وسوء سياسته». وكان الرشيد كثيرًا ما يقول حملونا على نصائحنا وكفاتنا وأوهمونا أنهم يقومون مقامهم، فلمَّا صرنا إلى ما أرادوا منَّا لم يغنوا عنا شيئًا.

## آثارهم

### العلم والأدب
كان يحيى بن خالد من أكمل زمانه أدبًا وفصاحةً وبلاغة، وقد روي عنه أنه قال ما رأيت رجلًا قطُّ إلا هبته حتى يتكلَّم، فإنْ كان فَصِيحًا، عَظُم في صدري، وإنْ قصَّر سقط من عيني. وقد أورد الجهشياري بعض المآثر من كلام يحيى، مثل قوله: التعزية بعد ثلاث: تجديد للمصيبة.. والتهنئة بعد ثلاث: استخفاف بالمودة. وقال: رسائل المرء في كتبه أدل دليلٍ على مقدار عقله، وأصدق شاهدٍ على غيبه لك ومعناه فيك من أضعاف ذلك على المشافهة والمواجهة. وقوله: مطلك الغريم أحسن من مطلك الكريم، لأن الغريم لا يسلف إلا من فضل، والكريم لا يطلب إلا من جهد. وقوله: البلاغة أن تكلم كل قوم بما يفهمون. وقوله: لو كلف الله العباد الجزع دون الصبر كان قد كلفهم أشد المعنيين على القلوب. عندما سجن يحيى وجَّه إلى الرشيد رسالة استعطاف بليغة وقال فيها: «من الحبس لأمير المؤمنين وخلف المهديين وخليفة رب العالمين، من عبد أسلمته عيوبه وأوبقته ذنوبه وخذله شقيقه ورفضه صديقه وزال به الزمان ونزل به الحدثان وحلّ به الضيق بعد السعة والشقاء بعد السعادة وعالج البؤس بعد الدعة ولبس البلاء بعد الرخاء وافترش السخط بعد الرضى واكتحل السهود وفقد الهجود، ساعته شهر وليلته دهر، قد عاين الموت وشارف الفوت، جزعاً يا أمير المؤمنين قدمني الله قبلك من موجدتك وأسفاً على ما حرمته من قربك لا على شيء من المواهب، لأن الأهل والمال إنما كانا لك وعارية في يديّ منك، والعارية لا بد مردودة، فأما ما اقتصصته من ولدي فبذنبه وعاقبته بجرمه وجريرته على نفسه فإنما كان عبداً من عبيدك لا أخاف عليك الخطأ في أمره ولا أن تكون تجاوزت به فوق ما كان أهله ولا كان مع ذلك بقاؤه أحبّ إلي من موافقتك، فتذكّر يا أمير المؤمنين، جعلني الله فداك وحجب عني فقدك، كبر سني وضعف قوتي وارحم شيبتي وهب لي رضاك عني ولتمل إليّ بغفران ذنبي، فمن مثلي يا أمير المؤمنين الزلل ومن مثلك الإقالة، ولست أعتذر إليك إلا بما تحب الإقرار به حتى ترضى، فإذا رضيت رجوت أن يظهر لك من أمري وبراءة ساحتي ما لا يتعاظمك معه ما مننت به من رأفتك بي وعفوك عني ورحمتك لي، زاد الله في عمرك يا أمير المؤمنين وقدمني للموت قبلك».
وكان جعفر بن يحيى من ذوي الفصاحة والمذكورين باللسن والبلاغة، قال عنه ابن خلدون: وقد كان جعفر بن يحيى يوقع القصص بين يدي الرشيد ويرمي بالقصة إلى صاحبها، فكانت توقيعاته يتنافس البلغاء في تحصيلها للوقوف فيها على أساليب البلاغة وفنونها، حتى قيل إنها كانت تباع كل قصة منها بدينار، وهكذا كان شأن الدول. ومن أمثلة توقيعاته، توقيعه على رقعة لمحبوس متظلم من حبسه: «العدوان أوبقة والتوبة تطلقة». وقد كانت معظم كتابات البرامكة مبنية على السجع الذي كان يؤثره جعفر في كتاباته المختلفة مبالغة منه في التأنق والتنميق. كان خالد البرمكي أول من نظم دواوين الدولة العباسية في خلافة أبو العباس السفاح. وقد اتخذ البرامكة كتابًا بلغاء عملوا في دواوينهم، ومن أبرزهم إسماعيل بن صبيح، ويوسف بن صبيح، والليث بن نصر بن سيار، وأنس بن أبي شيخ، والفضل بن سهل وأخيه الحسن بن سهل، وسهل بن هارون، وعمرو بن مسعدة. وقيل أن جابر بن حيان كان في جملة البرامكة ومنقطعا إليها، ومتحققًا بجعفر بن يحيى.

### الترجمة

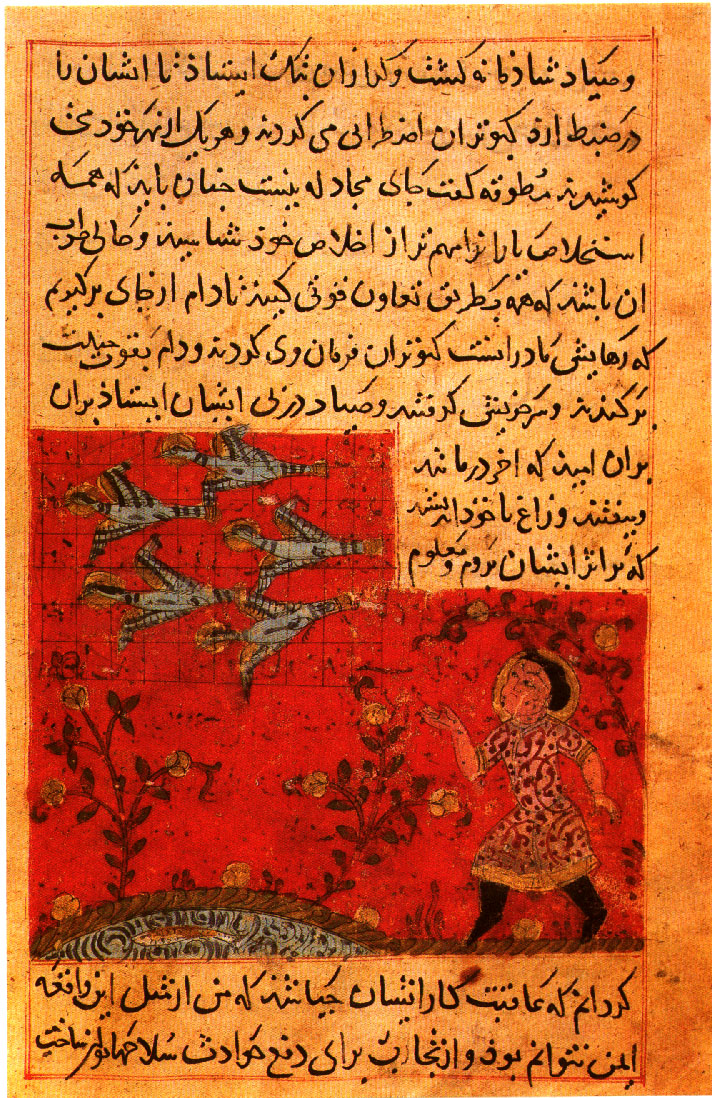
قصاصة من كتاب كليلة ودمنة الذي حولها أبان اللاحقي من نثر إلى شعر بأمر من البرامكة

للبرامكة فضل كبير في تنشيط الترجمة في العصر العباسي، فقد بذلوا الجهود الكبيرة لتشجيع نقل العلوم القديمة الرومانية واليونانية والفارسية والهندية إلى اللغة العربية، ومن ذلك طلب يحيى بن خالد إلى بطريك الإسكندرية أن يترجم في الزراعة كتابًا عن الرومية (اللاتينية)، وقد ترجمه. وكان يحيى البرمكي أول من عُني بتفسير كتاب المجسطي وإخراجه للعربية، ففسره جماعة من المترجمين فلم يتقنوه، ولم يرضيه ذلك فندب لتفسيره أبا حسان، وسلم صاحب بيت الحكمة فأتقناه، واجتهدا في تصحيحه بعد أن أحضرا النقلة الموجودين، فاختبرا نقلهم وأخذا بأفصحه وأصحه. اعتنى البرامكة عناية واسعة بترجمة التراث الفارسي، وهناك جيل كبير نهض في عصرهم والعصر الذي تلاهم بهذه الترجمة، منهم: آل نوبخت وعلى رأسهم الفضل بن نوبخت الذي أكثر من ترجمة كتب الفلك، والفضل بن سهل الذي ترجم ليحيى البرمكي كتابًا من الفارسية إلى العربية فأعجب بفهمه وجودة عبارته. ومن أبرز المترجمين للتراث الفارسي حينئذ محمد بن الجهم البرمكي، وزادويه بن شاهويه الأصفهاني، وبهرام بن مردان شاه، وموسى بن عيسى الكروي، وعمر بن الفرحان، بالإضافة لصاحب بيت الحكمة وسهل بن هارون.
لما استقدم يحيى بن خالد بعض أطباء الهند كان من بينهم منكة، الذي كان ينقل من اللغة الهندية إلى العربية، فأمره يحيى بتفسير كتاب عشر مقالات في البيمارستان. وكان أبان اللاحقي نقل للبرامكة كتاب كليلة ودمنة، فجعله شعرًا ليسهل حفظه عليهم، فأعطاه يحيى بن خالد عشرة آلاف دينار، وأعطاه الفضل خمسة آلاف دينار، ولم يعطه جعفر شيئًا، وقال: «ألا يكفيك أن أحفظه فأكون راويتك». ويقال إن أبان قلب كتاب كليلة ودمنة في ثلاثة أشهر إلى الشعر، وهو أربعة عشر ألف بيت، وقد ألزمه يحيى بن خالد دارًا لا يخرج منها حتى ينقل هذا الكتاب من الكلام إلى الشعر فنقله، ويقال إن كل كلام نقل إلى شعر فالكلام أفصح منه إلا كتاب كليلة ودمنة. ذكر ابن خلدون في مقدمته أن الفضل بن يحيى هو أول من أشار بصناعة الكاغد، وكتب فيه رسائل السلطان وصكوكه، واتخذ الناس من بعده صحفًا لمكتوباتهم السلطانية والعلمية، وكان خالد بن برمك أول من جعل الحساب في دفاتر، وكان قبل ذلك في أدراج من كاغد ورق.
وقد نشطت الترجمة في عهد الرشيد ووزرائه البرامكة نشاطًا واسعًا، وقد أذكى جذوتها حينئذ إنشاء دار الحكمة، وهي مكتبة عامة للكتب، تم توظيف طائفة كبيرة من المترجمين بها، ومن أنفس ما نقله البرامكة من الأدب الفارسي كتاب هزاز آفسانة، وهو أصل من أصول كتاب ألف ليلة وليلة. كما كثرت الترجمة من اليونانية إلى اللغة العربية في أيام الخليفة هارون الرشيد بتشجيع من وزيره جعفر البرمكي.

### الطب

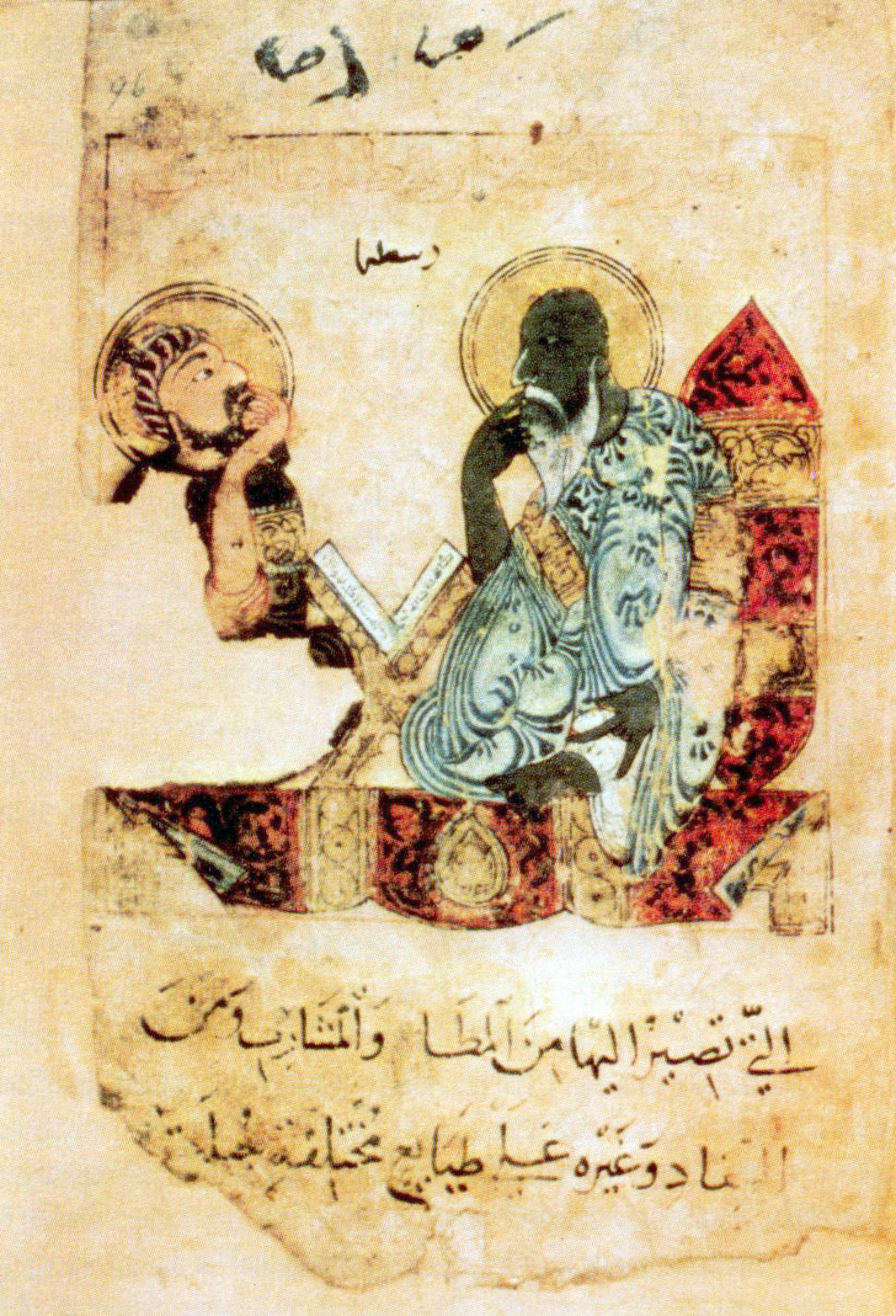
ورقة مطوية من أقدم مخطوطة لكتاب نعت الحيوان، والذي ينسب إلى جبريل بن بختيشوع، والتي تصور أرسطو.

كان للبرامكة رغبة في طب الهند وأطبائه، فأنشأوا مارستانًا (مستشفى) باسمهم، وولوا عليهِ طبيبًا هنديًا اسمه ابن دهن، وهو ممن نقل إلى اللغة العربية عن اللغة الهندية، واعتنى البرامكة في استقدام أطباء الهند إلى بغداد، وذكر الجاحظ أن يحيى بن خالد اجتلب أطباء الهند، مثل منكة وبازيكر وقلبرقل وسند باز وغيرهم. ولقد جاء في كتاب الفهرست عن ابن النديم أن بعض المتكلمين حكوا أن يحيى بن خالد البرمكي بعث برجل إلى الهند ليأتيه بعقاقير موجودة في بلادهم، وأن يكتب له أديانهم، فكتب له كتابًا، ويضيف أن الذي عُني بأمر الهند في دولة العرب يحيى بن خالد وجماعة البرامكة، واهتمامهم بأمر الهند وإحضارهم العلماء من الأطباء والحكماء. وقد نبغ في فترة البرامكة الطبيب السرياني جبريل بن بختيشوع، والذي أصبح طبيبًا لجعفر بن يحيى، ثم ما لبث أن قدمه إلى الخليفة هارون الرشيد فصار طبيبه الخاص ونزل لديه منزلة ممتازة، وجعله رئيسًا للأطباء. وكان يُصَيَّر إلى جبريل من البرامكة في كل سنة ألف ألف وأربعمئة ألف درهم. قال الجهشياري: «إن جبريل بن بختيشوع كان صنيعة البرامكة، وكان يقول للمأمون كثيرًا: هذه النعمة لم أفدها منك ولا من أبيك، هذه أفدتها عن يحيى بن خالد وولده». خدم جبريل البرامكة مدة 13 سنة، ثم خدم هارون الرشيد مدة 23 سنة حتى وفاته سنة 193 هـ، ثم أصبح طبيب الأمين، فلما ولي المأمون استمر في خدمته حتى تُوفي في عهده.

### العمارة
كان خالد البرمكي ينزل باب الشماسية في الموضع المعروف آنذاك بسويقة خالد، وهي إقطاع من الخليفة المهدي. بنى يحيى بن خالد قصرًا يُعرف باسم قصر الطين، ثم بنى فيه الفضل بن يحيى وأخوه يحيى قصران كانا يعرفان بهما. كانت قصور البرامكة في الجانب الشرقي من بغداد، وعاشوا فيها فترة حكمهم بنعمة ورخاء، وكان القصر الجعفري في وسط باب الشماسية، تحيط به طائفة من المساكن الفخمة، وقد شيدت هذه القصور على شاطيء دجلة، وأنشئت خلفها بساتين رحبة، بها الكثير من الأبنية الصغيرة. وقد شابهت قصور البرامكة قصور الرشيد، وكان فيها مافي قصر الرشيد من آلات البذخ.

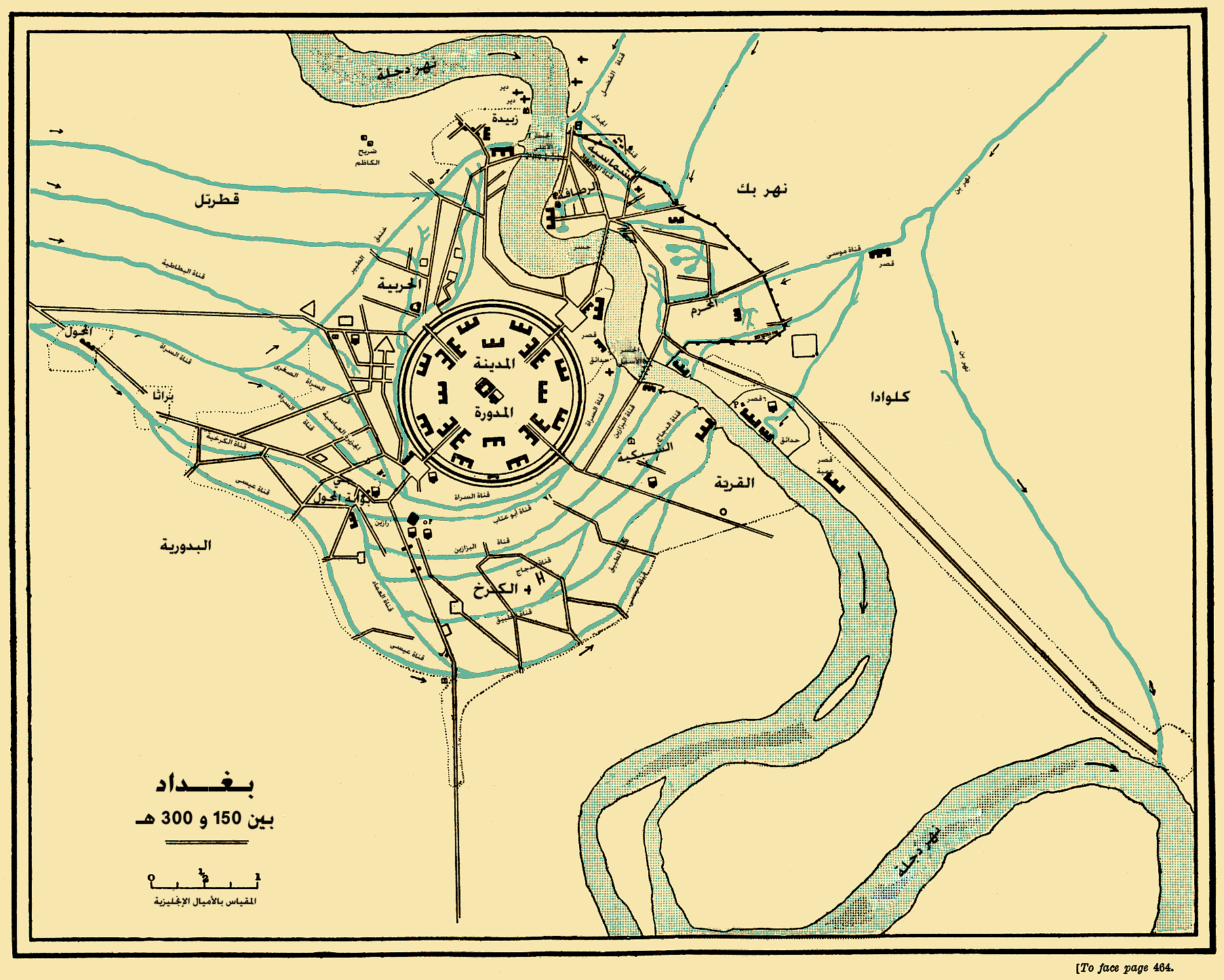
مخطط مدينة بغداد المدورة وضواحيها في بداية العصر العباسي بين عامي 767 و912م، والتي كان خالد بن يحيى البرمكي ممن استشيروا وأشرفوا على بنائها

ونظرًا لآراء خالد بن يحيى وخبرته في مضمار البناء، فقد أشار على الخليفة أبو جعفر المنصور في قصة تخطيط مدينة بغداد عام 146 هـ، فقد روى الطبري: «لما أراد المنصور بناء بغداد شاور أصحابه فيها، وكان ممن شاوره فيها خالد بن برمك فأشار بها. وذُكر أن خالد بن برمك خط مدينة أبي جعفر له وأشار بها عليه، فلما احتاج إلى الأنقاض، قال له: ما ترى في نقض بناء مدينة إيوان كسرى بالمدائن، وحمل نقضه إلى مدينتي هذه، قال: لا أرى ذلك يا أمير المؤمنين، قال: ولم، قال: لأنه علم من أعلام الإسلام يستدل به الناظر إليه على أنه لم يكن ليزال مثل أصحابه عنه بأمر دنيا، وإنما هو على أمر دين، ومع هذا يا أمير المؤمنين فإن فيه مصلى علي بن أبي طالب صلوات الله عليه، قال: هيهات يا خالد، أبيت إلا الميل إلى أصحابك العجم. وأمر أن ينقض القصر الأبيض، فنقضت ناحية منه، وحمل نقضه فنظر في مقدار ما يلزمهم للنقض والحمل، فوجدوا ذلك أكثر من ثمن الجديد لو عمل، فرفع ذلك إلى المنصور، فدعا بخالد بن برمك، فأعلمه ما يلزمهم في نقضه وحمله، وقال: ما ترى، قال: يا أمير المؤمنين قد كنت أرى قبل ألا تفعل، فأما إذا فعلت فإني أرى أن تهدم الآن حتى تلحق بقواعده لئلا يقال إنك قد عجزت عن هدمه، فأعرض المنصور عن ذلك». خلَّف البرامكة الكثير من أعمال البناء الكبيرة، فقد حفر يحيى نهر القاطول، واستخرج نهرًا سمَّاه أبا الحيل، وأنفق عليه وعلى حفره عشرين ألف ألف درهم، وتعد مدينة سيحان بالبصرة من أهم أعمال يحيى البرمكي. لما صار الفضل إلى خرسان بنى الحياض والمساجد والربّاطات وغيرها. ويقال إن الفضل هو أول من أدخل استعمال المصابيح في الجوامع في شهر رمضان، كما أنه بنى مسجدًا جامعًا في بخارى وحفر قناة جديدة في بلخ.

### الكرم
اتصف البرامكة بالكرم والسَّخاء، ونثروا العطايا في مواليهم ومداحيهم وأتباعهم، ماجعل المعدم منهم غنيًا، ومدحوا بما لم يمدح به خليفة، وضربت بكرمهم الأمثال حتى قيل تبرمك فلان، وقد أشارت المصادر التاريخية والأدبية إلى كرمهم، ومنها ما ذكر البيهقي أنه كان للبرامكة في هذا الشأن مالم يكن لأحد من الناس، ومنها أنهم كانوا يخرجون بالليل سرًا ومعهم الأموال يتصدقون بها، وروى الجهشياري أن خالد بن برمك كان سخيًا جليلًا سريًا نبيلًا، كثير الإحسان، وأنه لم يكن لجليس خالد دار إلا بناها له، ولا ضيعة إلا وخالد ابتاعها له، ولا ولد إلا وخالد ابتاع أمه إن كانت أمة، أو أدى مهرها إن كانت حرة، ولا دابة إلا وخالد حمله عليها، إما من نتاجه أو نتاج غيره، وعلى ذلك نشأ ولدي يحيى: جعفر الذي كان جوده وسخاؤه وبذله وعطاؤه أشهر من أن يذكر وأبين من أن يظهر، والفضل الذي كان من كرام الدنيا وأجواد أهل عصره. وقد اقتدى بهم جميع أفراد الأسرة البرمكية، فعينوا الرواتب لأصحاب الحاجات وغمروا الشعراء بهذايا سخية، حتى فاقوا الخلفاء في مجال الكرم.
كان يحيى البرمكي يُجري على سفيان الثوري ألف درهم في كل شهر، فكان إذا صلى سفيان يقول في سجوده اللهم إن يحيى كفاني أمر دنياي فاكفه أمر آخرته، فلما مات يحيى رؤي في المنام فقيل له: مافعل الله بك، قال: غفر لي بدعاء سفيان، وروى السيوطي أن منتهى الكرم للوزراء البرامكة كاد أن لا يوجد أحد من العلماء والحكماء والعظماء والندماء إلا والبرامكة عليه كرم كماء السماء. ولم يقف الكرم البرمكي عند هذا الحد، بل حرَّض الخلفاء على الجود والسخاء، ومنها أنه قام رجل إلى الرشيد ويحيى بن خالد يسايره فقال: يا أمير المؤمنين أنا رجل من المرابطة، وقد عطبت دابتي، فقال: يعطى ثمن دابة خمسمائة درهم، فغمزه يحيى، فلما نزل قال: يا أبة أومأت إلي بشيء لم أفهمه، فقال: يا أمير المؤمنين مثلك لا يجري هذا المقدار على لسانه، إنما يذكر مثلك خمسة آلاف إلى مائة ألف قال: فإذا سئلت مثل هذا كيف أقول، قال: تقول يشترى له دابة، يفعل به ما يفعل بأمثاله.

## وصلات خارجية
- مقال عن أسرة البرامكة من النشأة إلى النكبة
- تاريخ حي البرامكة الواقع في دمشق
- فيديو نكبة البرامكة لطارق السويدان